# 유럽계 케냐인
유럽계 케냐인은  케냐에서 태어나거나 거주하는 유럽계 주민들이다. 케냐 인구의 약 0.1%가 유럽인이며 인구는 42,868명(2019년)이다. 현재 케냐에서 유럽인들은 소수이지만 상대적으로 눈에 띄는 백인 공동체가 있는데 이들은 주로 영국인의 후손이지만 소수의 이탈리아인과 그리스인도 있다. 이들은 대부분 식민시대 이주해 온 사람들이다.

## 같이 보기
- 백인
- 케냐의 인구